# Luxemburgo nos Jogos Olímpicos de Verão de 2020
O Luxemburgo competiu nos Jogos Olímpicos de Verão de 2020 em Tóquio. Originalmente programados para ocorrerem de 24 de julho a 9 de agosto de 2020, os Jogos foram adiados para 23 de julho a 8 de agosto de 2021, por causa da pandemia COVID-19. Desde a estreia oficial da nação em 1900, atletas luxemburgueses participaram de todas as edições dos Jogos Olímpicos de Verão, exceto os Jogos disputados por poucas nações em 1904 e 1908, e os Jogos Olímpicos de Verão de 1932, em Los Angeles, no período da Grande Depressão.

## Competidores
Abaixo está a lista do número de competidores nos Jogos.
| Esporte       | Masculino | Feminino | Total |
| ------------- | --------- | -------- | ----- |
| Atletismo     | 2         | 0        | 2     |
| Ciclismo      | 2         | 1        | 3     |
| Hipismo       | 1         | 0        | 1     |
| Natação       | 1         | 1        | 2     |
| Tênis de mesa | 0         | 2        | 2     |
| Tiro com arco | 1         | 0        | 1     |
| Triatlo       | 1         | 0        | 1     |
| Total         | 8         | 4        | 12    |

## Atletismo
Os seguintes atletas luxemburgueses conquistaram marcas de qualificação, pela marca direta ou pelo ranking mundial, nos seguintes eventos de pista e campo (até o máximo de três atletas em cada evento):
- Nota– As posições para os eventos de pista são em relação à bateria do atleta
- Q = Qualificado para a próxima fase
- q = Qualificado para a próxima fase como o perdedor mais rápido ou, em eventos de campo, pela posição sem atingir o alvo para qualificação
- NR = Recorde nacional
- N/A = Fase não aplicável para o evento
- Bye = Atleta não precisou disputar aquela fase

Eventos de pista e estrada
| Atleta          | Evento           | Eliminatória | Eliminatória | Semifinal | Semifinal | Final     | Final   |
| Atleta          | Evento           | Resultado    | Posição      | Resultado | Posição   | Resultado | Posição |
| --------------- | ---------------- | ------------ | ------------ | --------- | --------- | --------- | ------- |
| Charles Grethen | 1500 m masculino |              |              |           |           |           |         |

Eventos de campo
| Atleta       | Evento                      | Qualificação | Qualificação | Final     | Final   |
| Atleta       | Evento                      | Distância    | Posição      | Distância | Posição |
| ------------ | --------------------------- | ------------ | ------------ | --------- | ------- |
| Bob Bertemes | Arremesso de peso masculino |              |              |           |         |

## Ciclismo

### Estrada
Luxemburgo inscreveu uma equipe de três ciclistas (dois homens e uma mulher) para competir nos eventos de corrida em estrada, em virtude de sua posição entre as 50 melhores nações (masculino) e entre as 22 melhores nações (feminino) no Ranking Mundial da UCI.
| Atleta            | Evento                            | Tempo | Posição |
| ----------------- | --------------------------------- | ----- | ------- |
| Kevin Geniets     | Corrida em estrada masculina      |       |         |
| Michel Ries       | Corrida em estrada masculina      |       |         |
| Christine Majerus | Corrida em estrada feminina       |       |         |
| Christine Majerus | Estrada contra o relógio feminino |       |         |

## Hipismo
Luxemburgo inscreveu um ginete para a competição olímpica do Adestramento, após terminar entre os dois melhores, fora das equipes, do Ranking Olímpico Individual da FEI para o Grupo B (Sudoeste da Europa), marcando a estreia da nação no esporte.

### Adestramento
| Atleta         | Cavalo             | Evento                  | Grand Prix | Grand Prix | Grand Prix Special | Grand Prix Special | Grand Prix Freestyle | Grand Prix Freestyle | Total  | Total |
| Atleta         | Cavalo             | Evento                  | Pontos     | Pos.       | Pontos             | Pos.               | Técnico              | Artístico            | Pontos | Pos.  |
| -------------- | ------------------ | ----------------------- | ---------- | ---------- | ------------------ | ------------------ | -------------------- | -------------------- | ------ | ----- |
| Nicolas Wagner | Quater Back Junior | Adestramento individual |            |            |                    |                    |                      |                      |        |       |

Legenda de Qualificação: Q = Qualificado à final; q = Qualificado à final como lucky loser

## Natação
Nadadores luxemburgueses conquistaram marcas de qualificação para os seguintes eventos (até o máximo de 2 nadadores em cada evento com o Tempo de Qualificação Olímpica (OQT) e potencialmente 1 com o Tempo de Seleção Olímpica (OST)):
| Atleta              | Evento                 | Eliminatória | Eliminatória | Semifinal | Semifinal | Final | Final   |
| Atleta              | Evento                 | Tempo        | Posição      | Tempo     | Posição   | Tempo | Posição |
| ------------------- | ---------------------- | ------------ | ------------ | --------- | --------- | ----- | ------- |
| Raphaël Stacchiotti | 200 m medley masculino |              |              |           |           |       |         |
| Julie Meynen        | 50 m livre feminino    |              |              |           |           |       |         |
| Julie Meynen        | 100 m livre feminino   |              |              |           |           |       |         |

## Tênis de Mesa
Luxemburgo inscreveu dois atletas para a competição olímpica do tênis de mesa. Participando de sua sexta edição olímpica, Ni Xialian garantiu uma das três vagas disponíveis no individual feminino com a medalha de bronze nos Jogos Europeus de 2019 em Minsk, Bielorrússia. Enquanto isso, Sarah de Nutte foi automaticamente selecionada para se juntar a Ni Xialian após ficar entre as melhores 10 mesatenistas ainda buscando qualificação no Ranking Olímpico da ITTF de 1 de junho de 2021.
| Atleta         | Evento              | Preliminar         | Rodada 1           | Rodada 2           | Rodada 3           | Oitavas de final   | Quartas de final   | Semifinal          | Final / BM         | Final / BM |
| Atleta         | Evento              | Oponente Resultado | Oponente Resultado | Oponente Resultado | Oponente Resultado | Oponente Resultado | Oponente Resultado | Oponente Resultado | Oponente Resultado | Posição    |
| -------------- | ------------------- | ------------------ | ------------------ | ------------------ | ------------------ | ------------------ | ------------------ | ------------------ | ------------------ | ---------- |
| Sarah de Nutte | Individual feminino | Bye                |                    |                    |                    |                    |                    |                    |                    |            |
| Ni Xialian     | Individual feminino | Bye                | Bye                |                    |                    |                    |                    |                    |                    |            |

## Tiro com arco
Um arqueiro luxemburguês conseguiu vaga no recurvo individual masculino, baseado no ranking mundial.
| Atleta        | Evento               | Fase de ranking | Fase de ranking | Fase de 64           | Fase de 32           | Oitavas-de-final     | Quartas-de-final     | Semifinais           | Final / BM           | Final / BM |
| Atleta        | Evento               | Placar          | Pos.            | Adversária Resultado | Adversária Resultado | Adversária Resultado | Adversária Resultado | Adversária Resultado | Adversária Resultado | Pos.       |
| ------------- | -------------------- | --------------- | --------------- | -------------------- | -------------------- | -------------------- | -------------------- | -------------------- | -------------------- | ---------- |
| Jeff Henckels | Individual masculino |                 |                 |                      |                      |                      |                      |                      |                      |            |

## Triatlo
Luxemburgo qualificou um triatleta pelo ranking mundial individual, marcando o retorno da nação às Olimpíadas no esporte pela primeira vez desde Pequim 2008. 
| Atleta         | Evento    | Natação (1.5 km) | T1 | Ciclismo (40 km) | T2 | Corrida (10 km) | Tempo | Posição |
| -------------- | --------- | ---------------- | -- | ---------------- | -- | --------------- | ----- | ------- |
| Stefan Zachäus | Masculino |                  |    |                  |    |                 |       |         |